# Tommaso Marini
Tommaso Marini (Ancona, 17 aprile 2000) è uno schermidore italiano, specializzato nel fioretto, campione mondiale di fioretto individuale nel 2023, campione europeo nel 2024, vincitore della coppa del mondo di specialità nel 2022.

## Carriera
Dopo una lunga serie di successi a livello giovanile trova le sue prime affermazioni ai Europei di scherma 2022 dove vince l’argento individuale e l’oro nella gara a squadre
Il 20 luglio 2022, ai Mondiali di Il Cairo, vince l’argento, perdendo in finale contro il francese Enzo Lefort, con il punteggio 15-14, risultato che gli vale comunque la vittoria della coppa del mondo di specialità. Nella stessa rassegna iridata vince anche l’oro a squadre con Alessio Foconi, Daniele Garozzo e Guillaume Bianchi.
Il 29 giugno 2023, ai III Giochi europei, vince ancora l’oro a squadre quasi con la stessa formazione dei mondiali dell’anno precedente: l’unica eccezione è Filippo Macchi al posto di Guillaume Bianchi.
Il 27 luglio 2023 si laurea campione del mondo ai campionati mondiali di Milano, sconfiggendo in finale con il punteggio 15-13 lo statunitense Nick Itkin.
Il 18 giugno 2024, agli Europei di scherma di Basilea, vince l’oro nel fioretto individuale, battendo in finale 15-4 il connazionale Alessio Foconi. Tre giorni dopo conquista il bronzo a squadre insieme allo stesso Foconi, Guillaume Bianchi e Filippo Macchi. 
Il 4 agosto, alle Olimpici di Parigi 2024, vince l’argento nella gara a squadre, nella finale persa contro il Giappone 45-36, sempre con Alessio Foconi, Filippo Macchi e Guillaume Bianchi. 
Nello stesso anno partecipa a Ballando con le stelle su Rai 1 dove si classifica quarto.
Nel 2025 partecipa ad alcune tappe di Coppa del Mondo vincendo medaglie. Agli Europei di Scherma 2025 vince il bronzo individuale e la medaglia d'oro nel fioretto a squadre.

## Palmarès

### Risultati élite
In carriera ha ottenuto i seguenti risultati:
Giochi olimpici
Individuale
A squadre
- Argento nel fioretto a Parigi 2024

Mondiali
Individuale
- Oro nel fioretto a Milano 2023
- Argento nel fioretto a Il Cairo 2022

A squadre
- Oro nel fioretto a Il Cairo 2022
- Oro nel fioretto a Tbilisi 2025

Europei
Individuale
- Oro nel fioretto a Basilea 2024
- Argento nel fioretto ad Adalia 2022
- Bronzo nel fioretto ad Genova 2025

A squadre
- Oro nel fioretto ad Adalia 2022
- Oro nel fioretto a Genova 2025
- Bronzo nel fioretto a Basilea 2024

Giochi europei
Individuale
A squadre
- Oro nel fioretto a Cracovia 2023

Coppa del mondo
Classifica individuale
- 2021-2022 -  nella classifica generale del fioretto
- 2022-2023 -  nella classifica generale del fioretto

Classifica a squadre
- 2021-2022 -  nella classifica generale del fioretto
- 2022-2023 -  nella classifica generale del fioretto

Prove individuali
- 2018-2019 -  (Anaheim)
- 2021-2022 -  (Belgrado, Incheon);  (Plovdiv)
- 2022-2023 -  (Tokyo);  (Il Cairo);  (Acapulco)

Prove a squadre
- 2021-2022 -  (Parigi, Belgrado, Plovdiv);  (Il Cairo)
- 2022-2023 -  (Parigi);  (Bonn, Il Cairo, Acapulco);  (Tokyo)

Campionati italiani
Individuale
- Argento nel fioretto a Piacenza 2025
- Bronzo nel fioretto a Gorizia 2017
- Bronzo nel fioretto a Milano 2018

A squadre
- Argento nel fioretto a Palermo 2019
- Argento nel fioretto a Cassino 2021
- Argento nel fioretto a Cagliari 2024
- Bronzo nel fioretto ad Courmayeur 2022

### Risultati giovani
Mondiali giovani
Individuale
- Argento nel fioretto a Verona 2018

A squadre
- Bronzo nel fioretto a Toruń 2019

Europei Under-23
Individuale
A squadre
- Oro nel fioretto a Plovdiv 2019

Europei giovani
Individuale
- Oro nel fioretto a Foggia 2019

A squadre
- Argento nel fioretto a Foggia 2019
- Argento nel fioretto a Parenzo 2020
- Bronzo nel fioretto a Soči 2018

Europei cadetti
Individuale
- Oro nel fioretto a Plovdiv 2017

A squadre
- Argento nel fioretto a Novi Sad 2016

Campionati del mediterraneo cadetti
Individuale
- Oro nel fioretto a Marsiglia 2017

A squadre